# Paragnathia formica
Paragnathia formica là một loài chân đều trong họ Gnathiidae. Loài này được Hesse miêu tả khoa học năm 1864.

## Hình ảnh

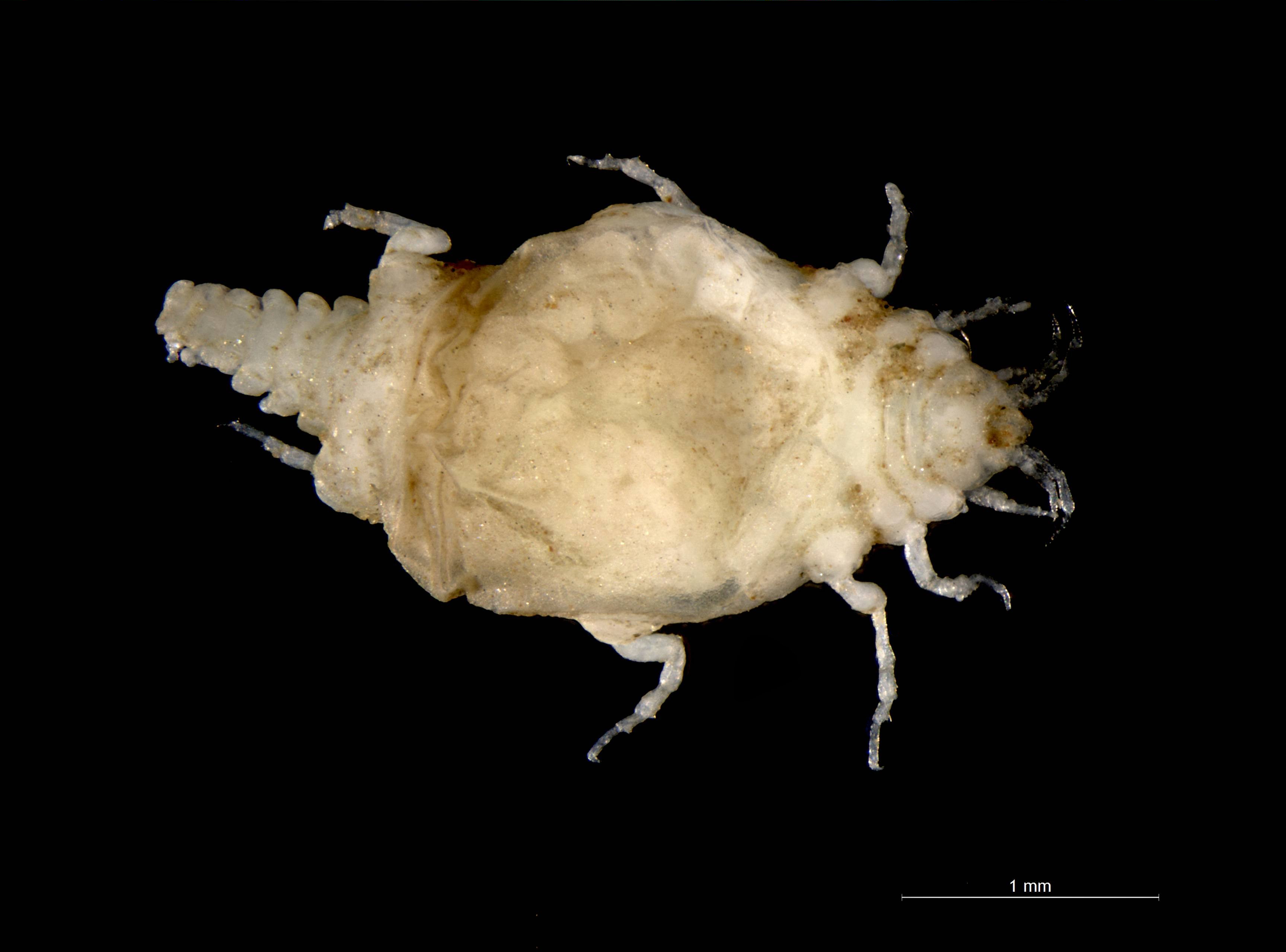
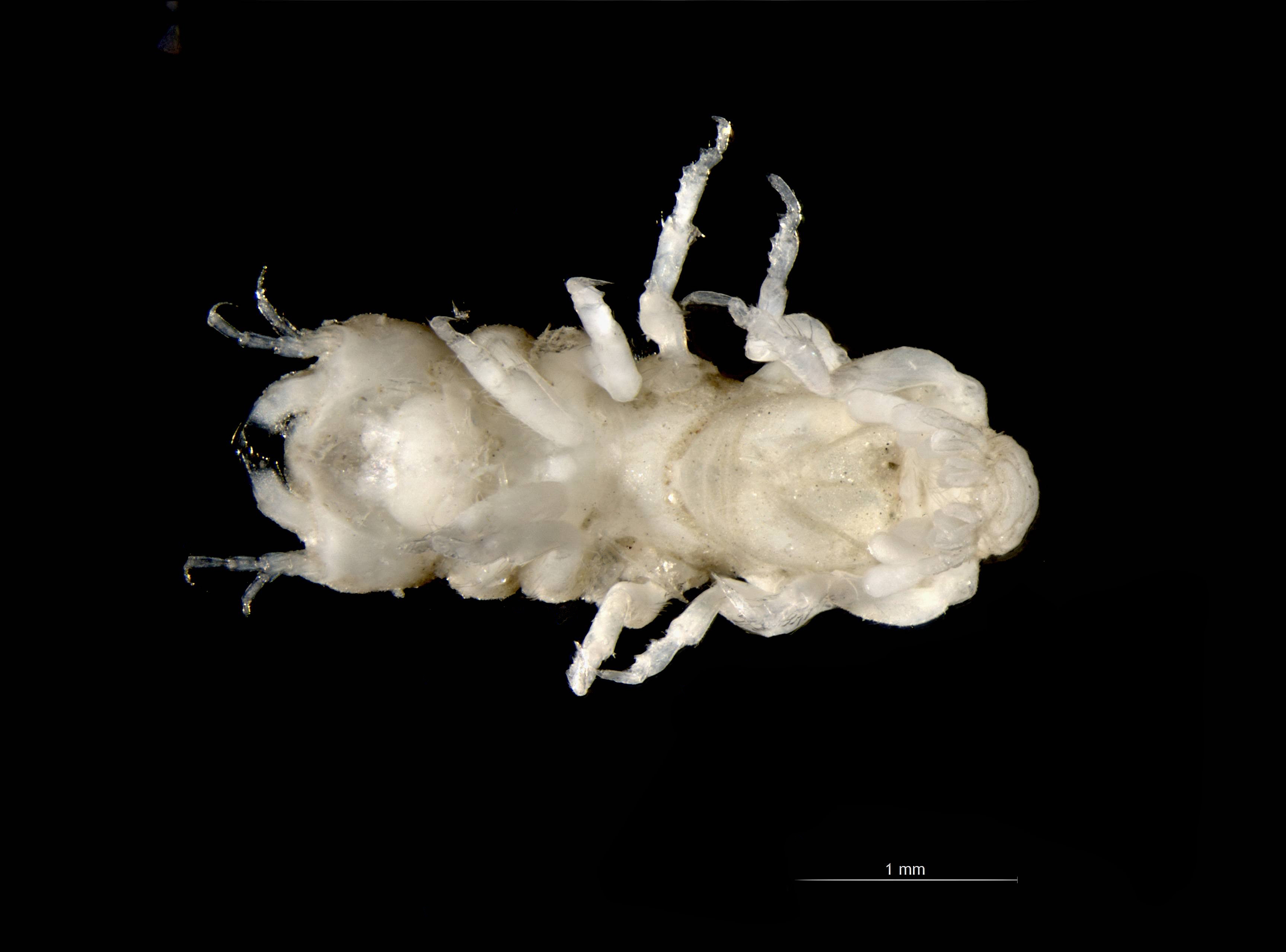